# 2007年蒙地卡羅大師賽
2007年蒙地卡羅大師賽，於2007年4月14日至4月22日在摩納哥蒙地卡羅舉行，是第101屆賽事。

## 冠軍

### 男子單打
決賽： 拉斐爾·納達爾 擊敗  羅傑·費德勒 （6–4、6–4）
- 這是他今年第2個冠軍和職業生涯第19個冠軍。

### 男子雙打
決賽： 鮑勃·布賴恩 /  邁克·布賴恩 擊敗  儒利安·貝內托 /  里夏爾·加斯凱（6–2、6–1）

## 外部連結
- 官方網站